# Intercomunicador

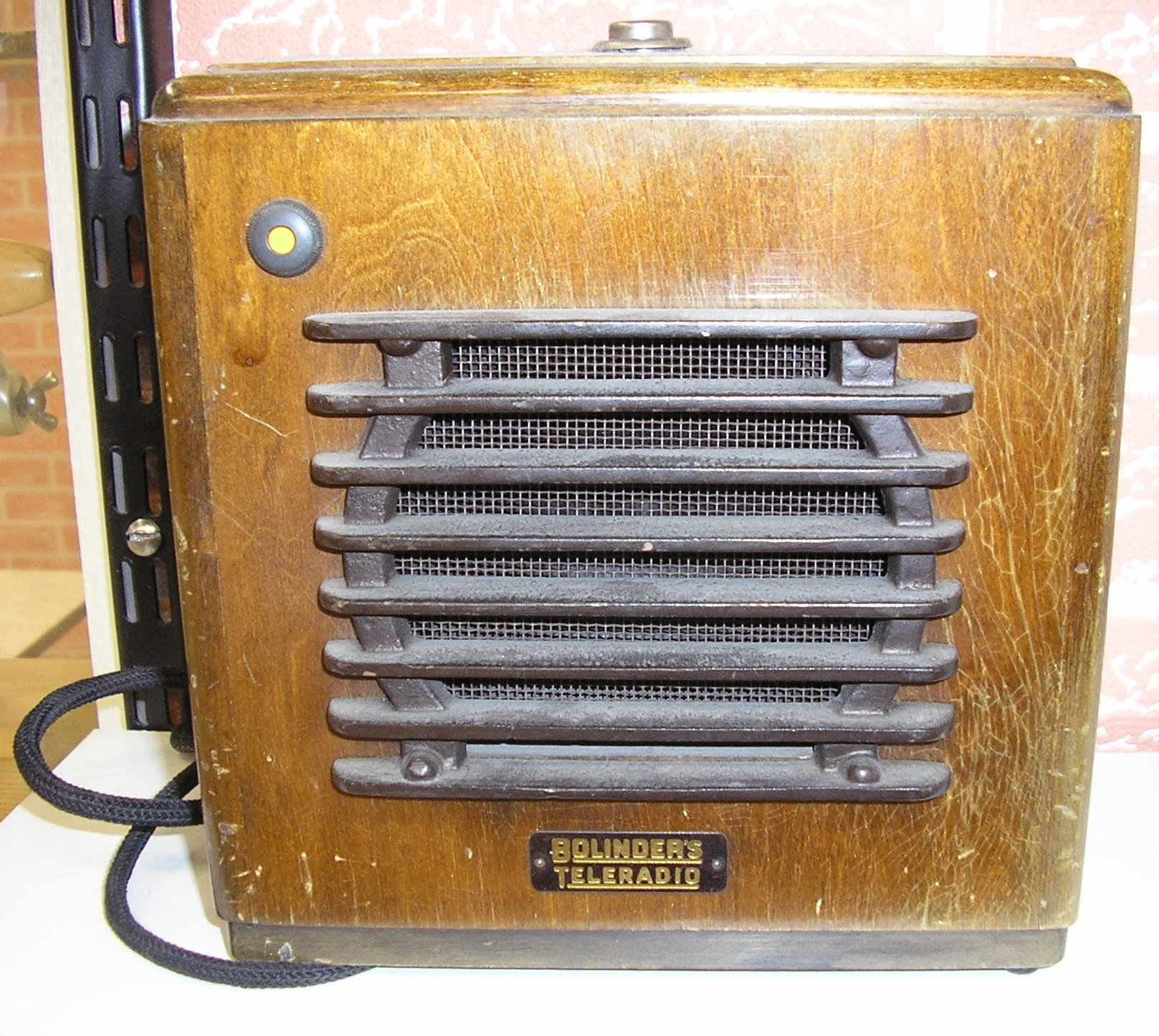
Terminal esclau Bolinder's teleradio (50's)

Un intercomunicador és un aparell electrònic que s'utilitza per parlar entre diferents punts dins d'un mateix edifici o d'un entorn tancat (privat). En alguns casos es tracta d'un sistema half-duplex, amb un microtelèfon semblant als emprats en telefonia, encara que el més corrents són del tipus mans lliures o més exactament, d'una mà lliure, ja que cal emprar l'altra per prémer el botó push to talk.
Els sistemes d'intercomunicació poden ser mòbils, però en general són de sobretaula o estan instal·lats de manera fixa en els edificis o vehicles on es fan servir (sobretot en els seus inicis, atès que l'amplificador emprat era una vàlvula de buit).
Els intercomunicadors més moderns poden incorporar enllaços a algun sistema walkie-talkie, a una xarxa de telèfons, a una xarxa cel·lular, o a panells de control (amb llums o senyals).

## Intercomunicadors permanents
Els intèrfons es troben en molts tipus de vehicles, avions, embarcacions, trens, tancs, estacions de tren, a l'interior dels ferrocarrils i a les estacions de metro i també en la majoria dels edificis, i hotels per a comunicar-se amb les sales de recepció. Finalment, els que han esdevingut més populars són els emprats en els sistemes que substitueixen als porters dels blocs d'habitatges coneguts com a porter automàtic que permeten a més a més obrir la porta de l'edifici de l'immoble.

## Intercomunicadors mòbils
Els intercomunicadors mòbils s'utilitzen especialment en esdeveniments esportius, en obres de teatre o en programes de televisió i també per a ús militar.

## Galeria

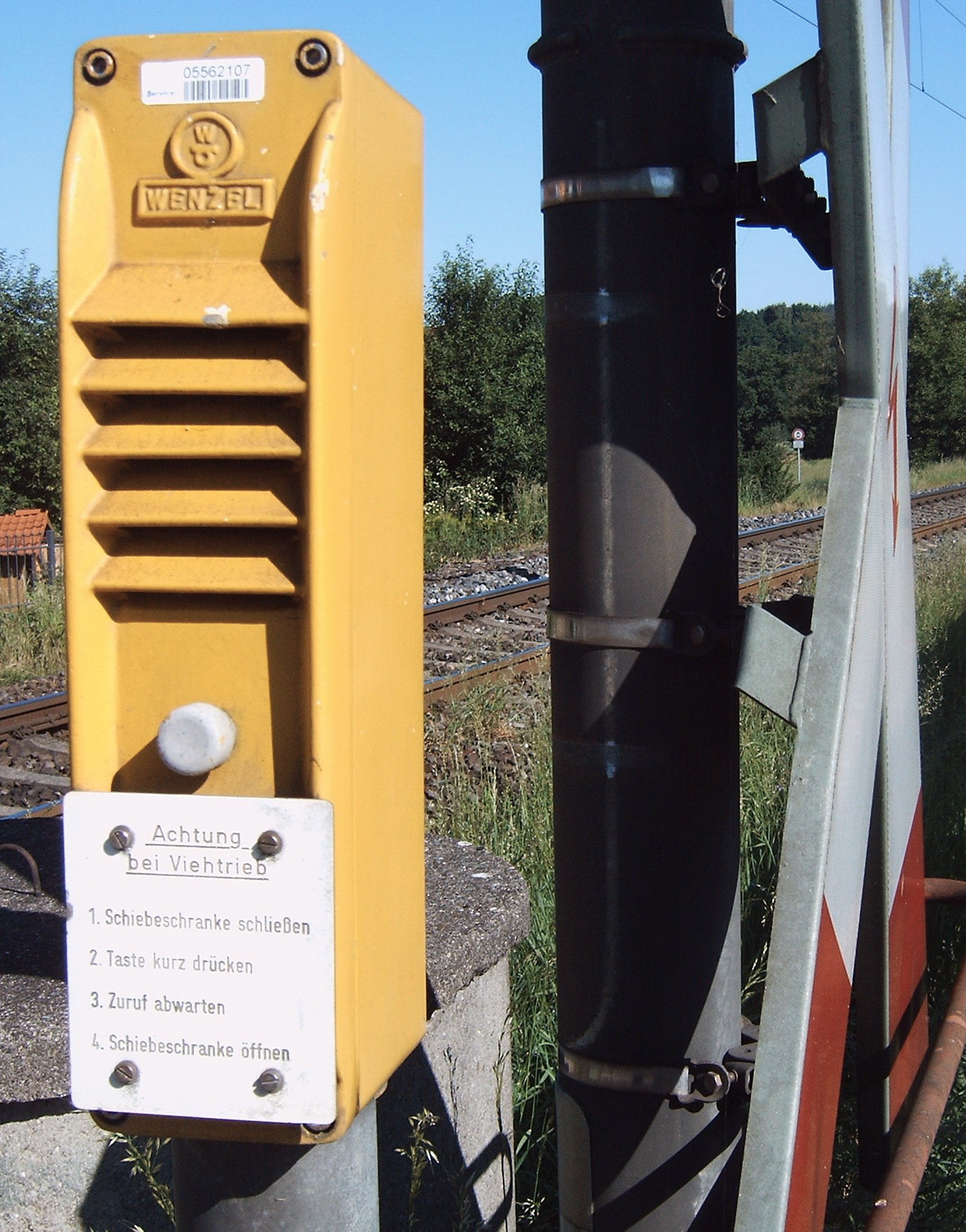
intercomunicadors en una via fèrria en Alemanya
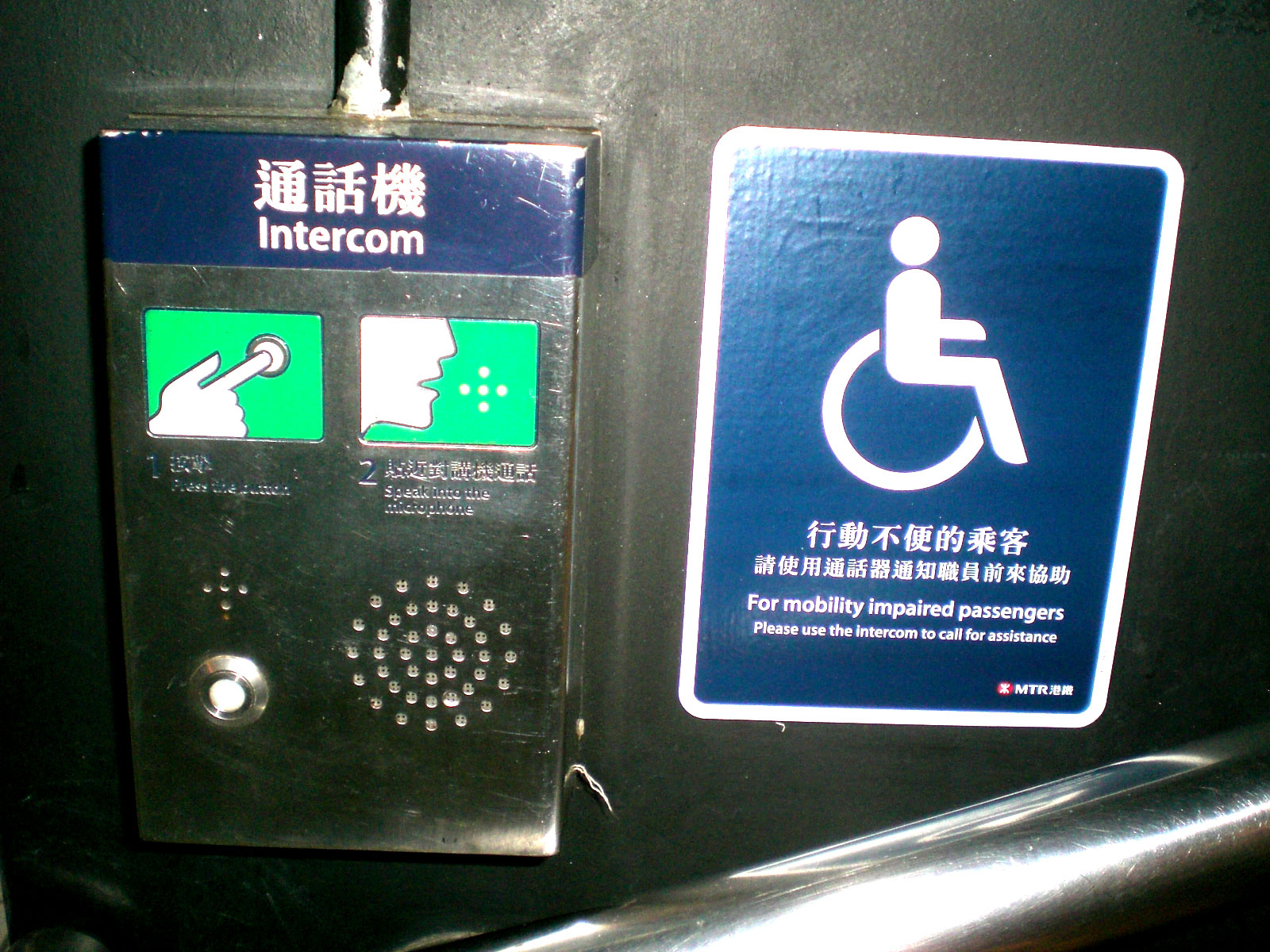
intercomunicadors en una estació de metro a Hong Kong
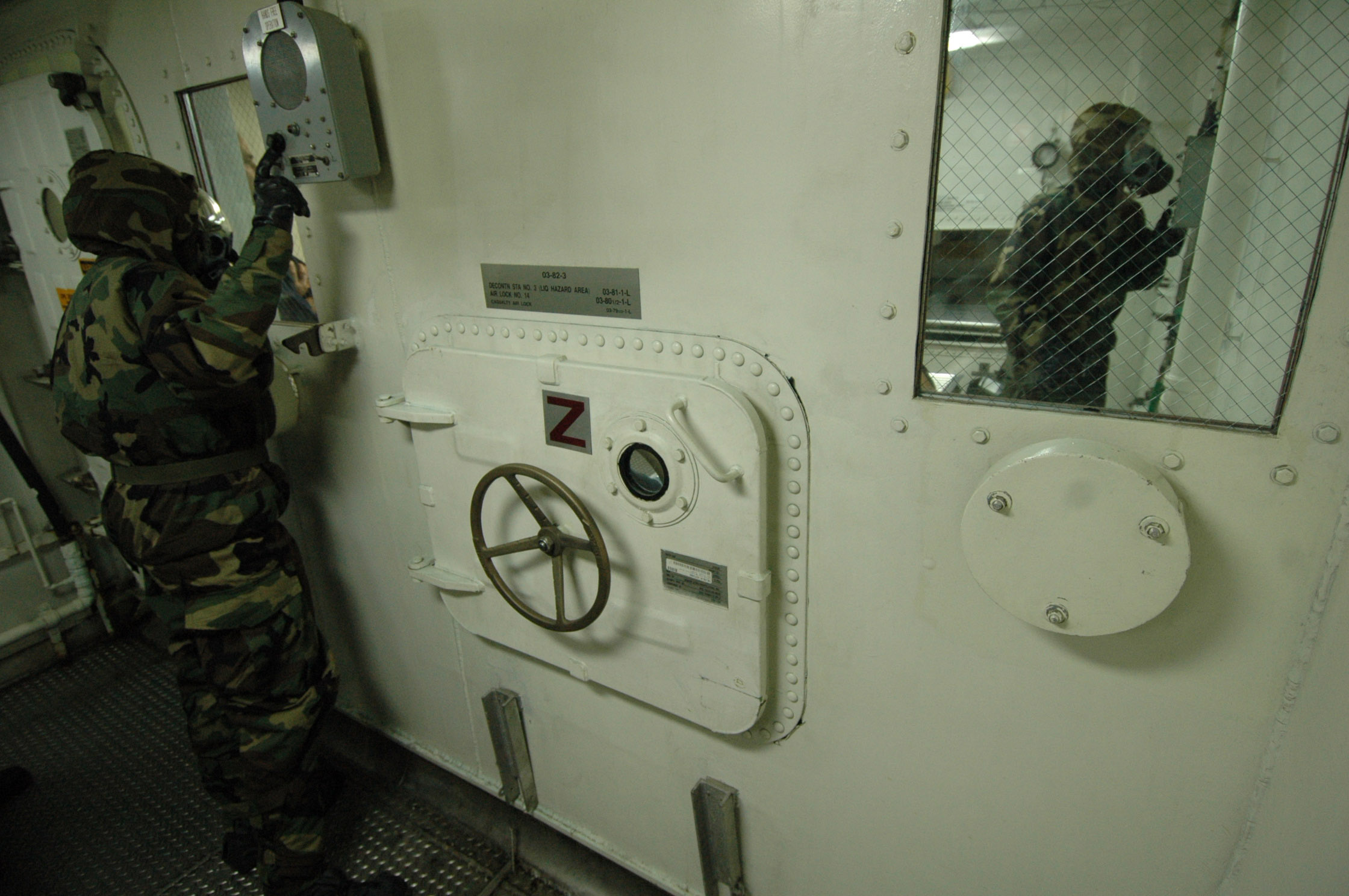
intercomunicadors en un vaixell de guerra dels EUA
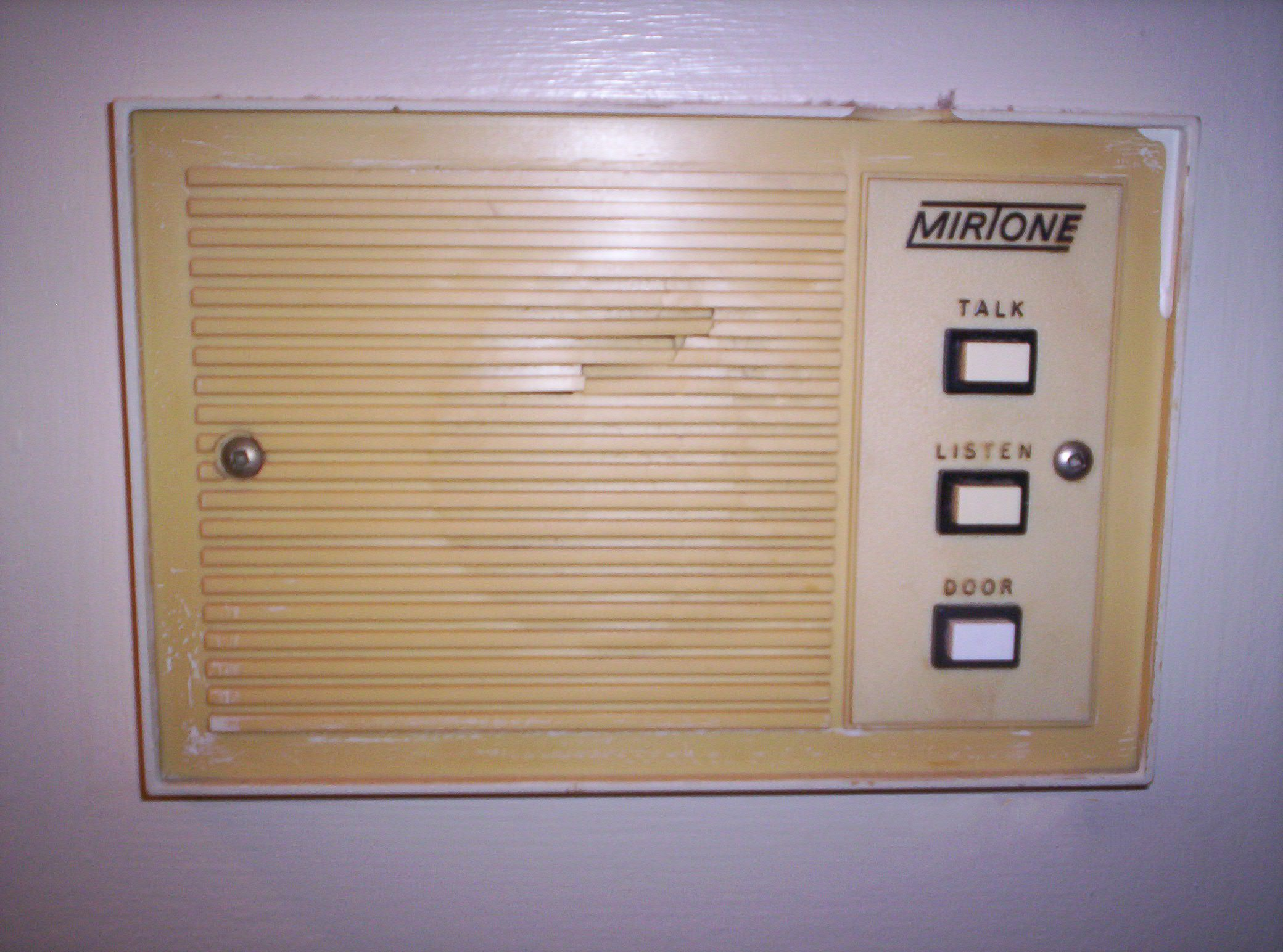
1980s MirTone intercom system
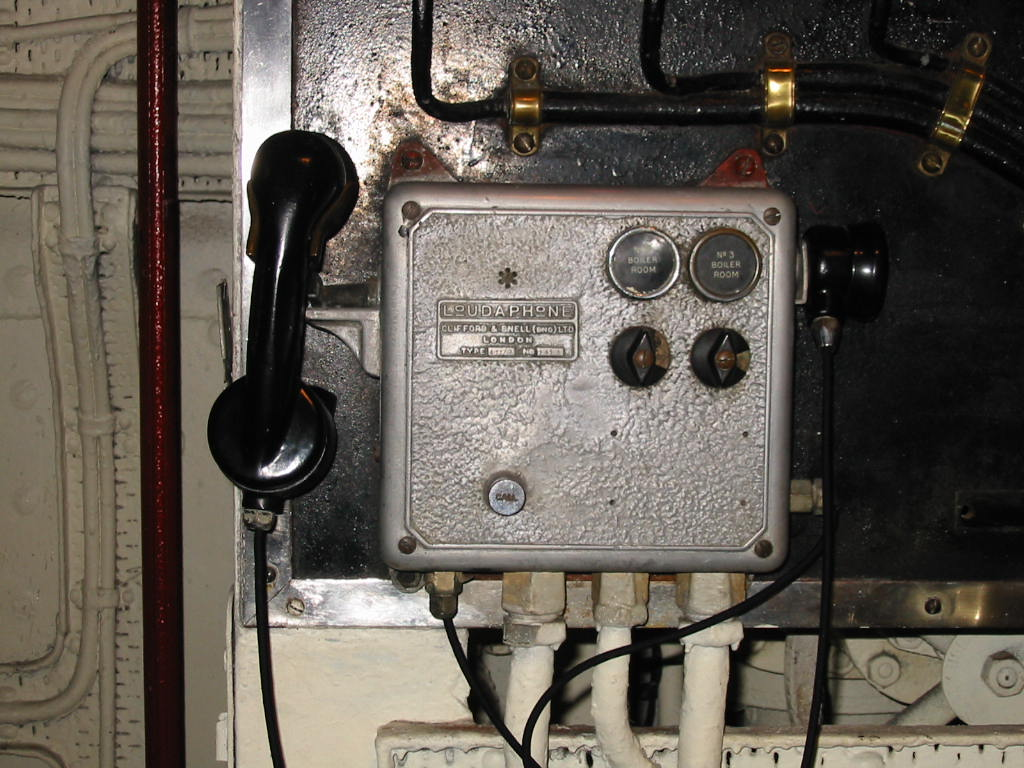
Intercom Loudaphone a bord del Queen Mary
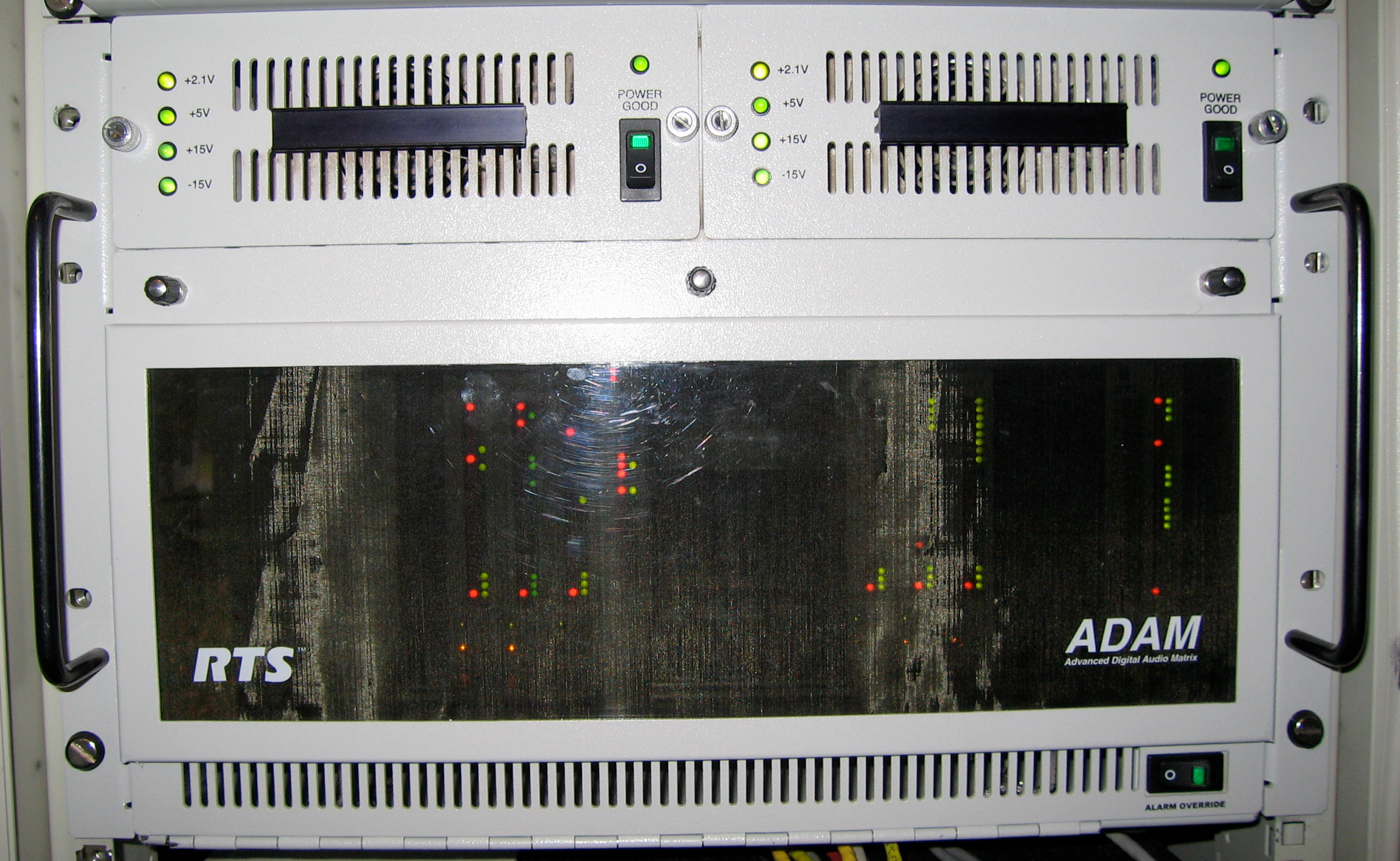
Sistema d'intercomunicació canals utilitzat en un estudi de televisió